# قلعة (كرمانشاه)
قلعة هي مدينة في مقاطعة كرمانشاه، إيران. عدد سكان هذه المدينة هو 978 في سنة 2006.